# 알리소니아 코카이네이
알리소니아 콕카이네이(Allisonia cockaynei)는 리본이끼목에 속하는 우산이끼류의 일종이다. 알리소니아과(Allisoniaceae)와 알리소니아속(Allisonia)의 유일종이며, 뉴질랜드의 토착종이다. 이전에 바위물우산대이끼속도 알리소니아과로 분류했지만, 현재는 바위물우산대이끼과라는 별도의 과로 독립되었다.